# الهجوم الكيميائي على حلبجة
الهجوم الكيمائي على حلبجة، كان هجوما بالأسلحة الكيميائية ضد الأكراد في 16 مارس 1988 في مدينة حلبجة الكردية في كردستان العراق خلال الأيام الأخيرة من الحرب الإيرانية العراقية. جاء الهجوم في إطار حملة الأنفال في كردستان وكمحاولة للجيش العراقي لصد عملية ظفر 7 الإيرانية. وقع الهجوم بعد 48 ساعة من سيطرة الجيش الإيراني على المدينة. خلص تحقيق طبي أجرته الأمم المتحدة إلى استخدام غاز الخردل في الهجوم إلى جانب مهيجات عصبية أخرى مجهولة الهوية.
كان هذا الحادث هو أكبر هجوم بالأسلحة الكيماوية في التاريخ موجه ضد منطقة مأهولة بالسكان المدنيين، مما أسفر عن مقتل ما بين 3200 و 5000 شخص وإصابة 7000 إلى 10000 آخرين معظمهم من المدنيين. أظهرت النتائج الأولية من الدراسات الاستقصائية للمنطقة المنكوبة زيادة في معدل الإصابة بالسرطان والتشوهات الخلقية في السنوات التي تلت الهجوم.
أعتبر هجوم حلبجة رسميًا من قبل المحكمة الجنائية العراقية العليا بأنه إبادة جماعية بحق الشعب الكردي في العراق في عهد صدام حسين. كما أدان البرلمان الكندي الهجوم واعتبره جريمة ضد الإنسانية. أدين علي حسن المجيد وهو مسؤول عراقي رفيع المستوى وقائد حملة الأنفال بتهمة إصدار الأوامر بالهجوم، وأعدم في وقت لاحق في عام 2010. وفي 2007 حكم على رجل أعمال هولندي بالسجن 17 عاما بتهمة التواطؤ لارتكاب جرائم حرب لتسليم بغداد مواد كيمياوية في ثمانينيات القرن الماضي وهو يعلم بأنها ستستخدم لإنتاج أسلحة كيمياوية.

## الهجمات الكيماوية
كانت منظمة مراقبة حقوق الإنسان وهي منظمة أمريكية غير حكومية قد ناصرت الادعاءات حول ما يسمى مجازر حلبجة، والإبادة الجماعية للأكراد في شمال العراق، وقد نشرت المنظمة في 11 من مارس 1991 تقريرها عن مدينة حلبجة. وذكرت المنظمة أن العراق قد استخدم الأسلحة الكيمياوية في أربعين محاولة لشن هجمات على أهداف كردية خلال حملة وصفتها بأنها إبادة جماعية. ويعد أهم هجوم ذكر في تلك التقارير هو الهجوم بالسلاح الكيمياوي الذي وقع في آذار/مارس 1988 والذي ذهب ضحيته وفقا لدراسة أعدتها المنظمة أكثر من 3,200 شخص أو ربما يصل عدد الضحايا إلى 5000 شخص أو حتى إلى 7000 شخص كما يزعم جوست هلترمان كاتب التقرير لصالح منظمة مراقبة حقوق الإنسان الخاص بحلبجة والذي نشرته المنظمة في 11 آذار/مارس 1991 وقد ورد في التقرير الفقرة التالية نقلاً عن أحد قادة الاتحاد الوطني الكردستاني (حزب الطالباني) يقول فيه:
بدأ الهجوم الذي استمر خمس ساعات في مساء يوم 16 مارس 1988، بعد سلسلة من الهجمات العشوائية التقليدية (باستخدام الصواريخ والنابالم)[بحاجة لمصدر]، ألقت طائرات الميغ والميراج العراقية قنابل كيماوية على مناطق حلبجة السكنية بعيداً عن قاعدة الجيش العراقي المحاصرة على أطراف البلدة. وفقًا لقادة المتمردين الأكراد الإقليميين نفذت الطائرات العراقية بتنسيق من طائرات الهليكوبتر ما يصل إلى 14 هجومًا في طلعة جوية من سبع إلى ثماني طائرات لكل منها. تحدث شهود عيان عن سحب من الدخان الأبيض والأسود ثم الأصفر ترتفع صعودًا كعمود حتى 150 قدمًا (50 مترًا) في الهواء.
ذكر الناجون من الهجوم إن الغاز عند إطلاقه كانت تفوح منه رائحة التفاح الحلو، وذكروا أن الناس ماتوا بعدة طرق، مما يشير إلى وجود مزيج من المواد الكيميائية السامة. بعض الضحايا سقطوا قتلى في الحال ومات بعضهم من الضحك، بينما مات آخرون بعد بضع دقائق بعد أن ظهرت عليهم أولا علامات حروق وتبثر أو ماتوا بعد سعال وقيء أخضر اللون. وأصيب كثيرون أو لقوا حتفهم بسبب حالة الذعر التي أعقبت الهجوم، وخاصة أولئك الذين أصيبوا بالعمى بسبب المواد الكيميائية.
أفاد أطباء إيرانيون أن ضحايا الهجمات الكيماوية على حلبجة ظهرت عليهم أعراض التسمم بالسيانيد، بينما أشارت تقارير أخرى إلى استخدام كميات كبيرة من غاز الخردل وأسلحة كيماوية أخرى. معظم الجرحى الذين نُقلوا إلى مستشفيات العاصمة الإيرانية طهران عانوا من التعرض لغاز الخردل. خلص تحقيق طبي أجرته الأمم المتحدة إلى استخدام غاز الخردل في الهجوم إلى جانب مهيجات أعصاب مجهولة الهوية. ولم يتمكن محققو الأمم المتحدة من الحصول على أي معلومات محددة حول ما قيل أنه استخدام لغاز الهيدروسيانيك كمادة كيميائية شديدة السمية. زعمت هيئة الإذاعة البريطانية أن أكثر الروايات قبولًا هو أن الغاز المستخدم كان مزيجًا قاتلًا من غاز الخردل وغازات التابون والسارين والفي إكس، قبل حادثة حلبجة، كان هناك ما لا يقل عن 21 هجومًا كيميائيًا موثقًا أصغر حجمًا ضد أكراد العراق، بدون أي يثير أي منها رد فعل جاد من المجتمع الدولي.

## ما بعد الهجوم

### الاكتشاف والمسؤولية
التقط الصحفيون الإيرانيون الصور الأولى بعد الهجوم، ونشروا الصور لاحقًا في الصحف الإيرانية. كما عرضت الصور التي التقطها طاقم كاميرا بريطاني من شركة ITN ونقلها الإيرانيون إلى جميع أنحاء العالم عبر البرامج الإخبارية. بعض هذه الصور الأولى التقطها المصور الإيراني كافيه غولستان [الإنجليزية] ووصف المشاهد للصحفي لغي دينمور من صحيفة الفاينانشيال تايمز. كان غولستان على بعد حوالي ثمانية كيلومترات خارج حلبجة مع مروحية عسكرية عندما حلقت القاذفات المقاتلة العراقية من طراز ميغ 23. وقال يصف المشهد: لم تكن كبيرة مثل سحابة عيش الغراب النووية، ولكن عدة سحابة أصغر: دخان كثيف". صُدم غولستان بالمشاهد عند وصوله إلى البلدة، رغم أنه شاهد من قبل هجمات بالغاز على الخطوط الأمامية في الحرب بين إيران والعراق وقال:
| الهجوم الكيميائي على حلبجة | كانت الحياة مجمدة. توقفت الحياة، وكأنك تشاهد فيلم وفجأة يتوقف عند دقيقة معينة. لقد كان نوعًا جديدًا من الموت بالنسبة لي. (...) كانت العواقب أسوأ. لا يزال يتم إحضار الضحايا. جاء بعض القرويين إلى مروحيتنا. كان لديهم 15 أو 16 طفلاً جميلاً ، يتوسلون إلينا أن ننقلهم إلى المستشفى. جلس كل الصحفيين هناك وكل واحد منا تسلم طفلًا ليحمله.عندما أقلعنا خرج سائل من فم الفتاة الصغيرة التي كنت أحملها وماتت بين ذراعي. | الهجوم الكيميائي على حلبجة |

لم تعلق الحكومة العراقية علنًا على استخدام الأسلحة الكيميائية في حلبجة حتى 23 مارس، وكانت التصريحات المبكرة للمسؤولين العراقيين بشأن هذه المسألة غير متسقة. على الرغم من أن العراق نفى في نهاية المطاف مسؤوليته عن الهجوم وألقى باللوم على إيران، فإن صمته الأولي فضلاً عن حقيقة أن حلبجة لم تكن أبدًا جزءًا رئيسيًا من حملة الدعاية في زمن الحرب العراقية ضد إيران يثير تساؤلات حول مدى صدق هذا الإدعاء. كانت الاستجابة الدولية في ذلك الوقت صامتة. أشارت حكومة الولايات المتحدة ووكالاتها الاستخبارية إلى أن المدنيين الأكراد لم يتم استهدافهم عمداً، وحاولوا تحميل إيران المسؤولية عن الهجوم. وزعمت وكالة استخبارات الدفاع الأمريكية والمحلل في وكالة الاستخبارات المركزية ستيفن سي بيليتيير في ذلك الوقت أن إيران كانت مسؤولة عن القتل بالغاز، وهو الادعاء الذي كرره بيليتيير في مقال نشر عام 2003 في صحيفة نيويورك تايمز. ومع ذلك فقد فقدت هذه الادعاءات مصداقيتها في وقت لاحق. توصل بيان موجز أعدته وزارة الخارجية البريطانية وشؤون الكومنولث حول كيفية استجابة الحكومة البريطانية للمذبحة وما إذا كان ينبغي فرض عقوبات اقتصادية أم لا إلى الاستنتاج التالي: "نعتقد أنه من الأفضل الحفاظ على الحوار مع الآخرين إذا نريد التأثير على أفعالهم. الإجراءات العقابية مثل العقوبات أحادية الجانب لن تكون فعالة في تغيير سلوك العراق بشأن الأسلحة الكيماوية وستضر بالمصالح البريطانية دون جدوى". وبحسب ما قاله توني بن فقد أثيرت هذه القضية في البرلمان، لكن قيل له أن "صدام كان حليفاً.

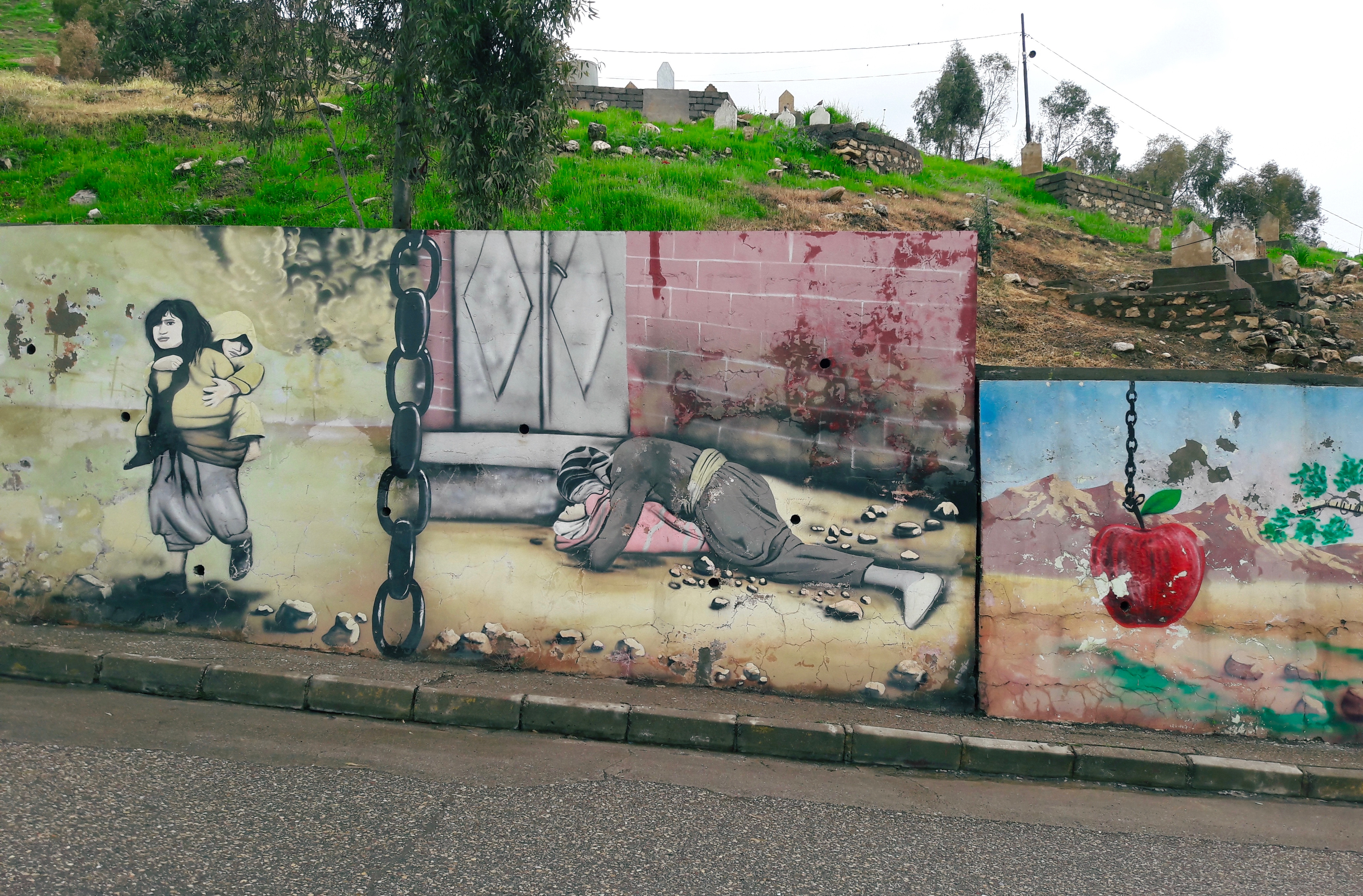
رسوم جدارية في حلبجة تصور الحادثة

تشير وثائق الحكومة العراقية التي يعود تاريخها من 16 مارس لعام 1988 إلى عدة أسابيع لاحقة إلى "تصعيد حازم للقوة العسكرية والقسوة في حلبجة"، ذكر في الوثائق أيضا ما يلي: "أدى قصف طائراتنا ومدفعيتنا على منطقة حلبجة وخورمال إلى مقتل 2000 شخص تقريبًا من القوات المعادية للفرس والعملاء الإيرانيين (الاتحاد الوطني الكردستاني)، وذكر أيضا: "الهجوم الأخير على حلبجة بالذخيرة الخاصة"، إحدى الوثائق تشير صراحةً إلى "الهجوم الكيماوي العراقي على حلبجة". وأوضح طيار عراقي في عام 2003 أن الدافع وراء الهجوم جزئياً هو التصور العراقي بأن التعاون الكردي مع الجنود الإيرانيين الغازي يشكل "خيانة عظمى".

### تدمير حلبجة وترميمها جزئيا
قام الناجون بمساعدة البشمركة والإيرانيين بدفن معظم القتلى على عجل في مقابر جماعية مؤقتة. بعد استعادة حلبجة من القوات المتمردة الإيرانية والكردية، جاءت القوات العراقية بسترات واقعية من الإشعاع (NBC) إلى حلبجة لدراسة مدى تأثير أسلحتها وهجماتها. كانت المدينة لا تزال مليئة بالموتى غير المدفونين ودمرت بشكل منهجي من قبل القوات العراقية باستخدام الجرافات والمتفجرات. مولت الحكومة اليابانية مشروع بقيمة 70 مليون دولار لتوفير الوصول إلى مياه الشرب الآمنة استجابة لذلك. في غضون ذلك، اعترف مسؤول عراقي رفيع المستوى رسمياً في اجتماع مع الأمين العام للأمم المتحدة خافيير بيريز دي كوييار باستخدام العراق للأسلحة الكيميائية.

### العواقب الطبية والجينية

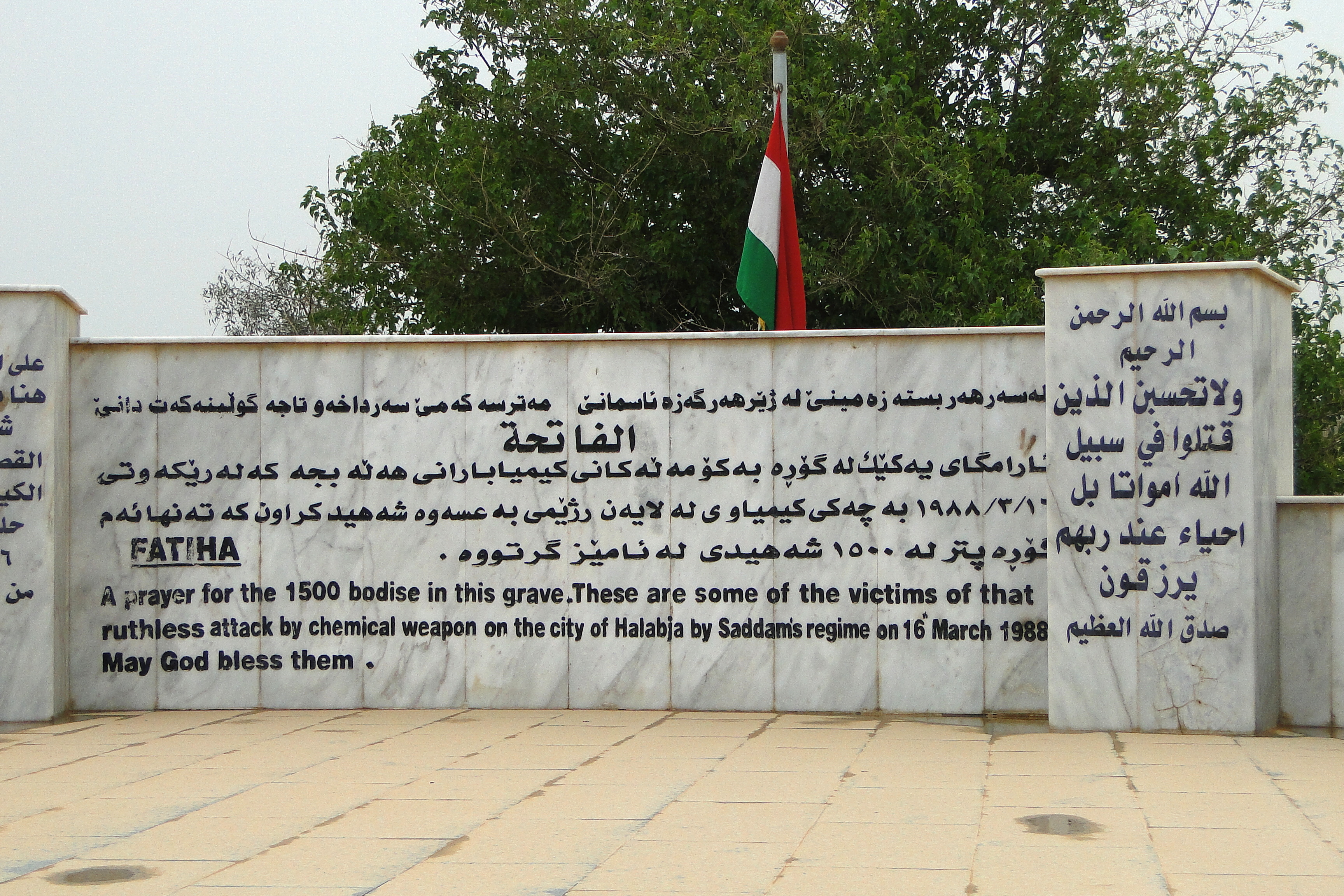
مقبرة لضحايا الهجوم الكيماوي في حلبجة

بعد عشر سنوات في عام 1998 كان ما لا يقل عن 700 شخص لا يزالون يتلقون العلاج من الآثار الشديدة للهجوم، اعتبر 500 منهم بأنهم في حالة حرجة حتى وإن كانت الحالات الأشد خطورة ربما ماتت بالفعل. في المسوح التي أجراها الأطباء المحليون عثر في حلبجة على نسبة مئوية أعلى من الاضطرابات الطبية، وحالات الإجهاض (عدد المواليد الأحياء و14 مرة أعلى من المعتاد)، وسرطان القولون (10 مرات أعلى من المعدل الطبيعي)، وأمراض القلب (أربعة أضعاف بين عامي 1990 و 1996) مقارنة بجمجمال. بالإضافة إلى ذلك، فإن "السرطانات الأخرى وأمراض الجهاز التنفسي ومشاكل الجلد والعين والخصوبة واضطرابات الإنجاب هي أعلى بشكل ملحوظ في حلبجة ومناطق أخرى تعرضت لهجمات كيماوية. بعض الذين نجوا من الهجوم أو أصيبوا على ما يبدو بجروح طفيفة فقط آنذاك أصيبوا لاحقا بمشاكل طبية يعتقد الأطباء أنها ناجمة عن المواد الكيميائية، وهناك مخاوف من أن الهجوم قد يكون له تأثير وراثي دائم على السكان الأكراد، كما أظهرت الاستطلاعات الأولية زيادة معدلات العيوب الخلقية.
أشارت بعض التقارير إلى أن الناجين من هذا الهجوم بالذات يعانون من إصابات دائمة بما في ذلك الحروق، وبعضهم تظهر عليهم أعراض التلف العصبي رغم أنه لا يمكن تأكيد ذلك بشكل كافٍ حتى الآن.

## محاكمة صدام وعلي الكيماوي

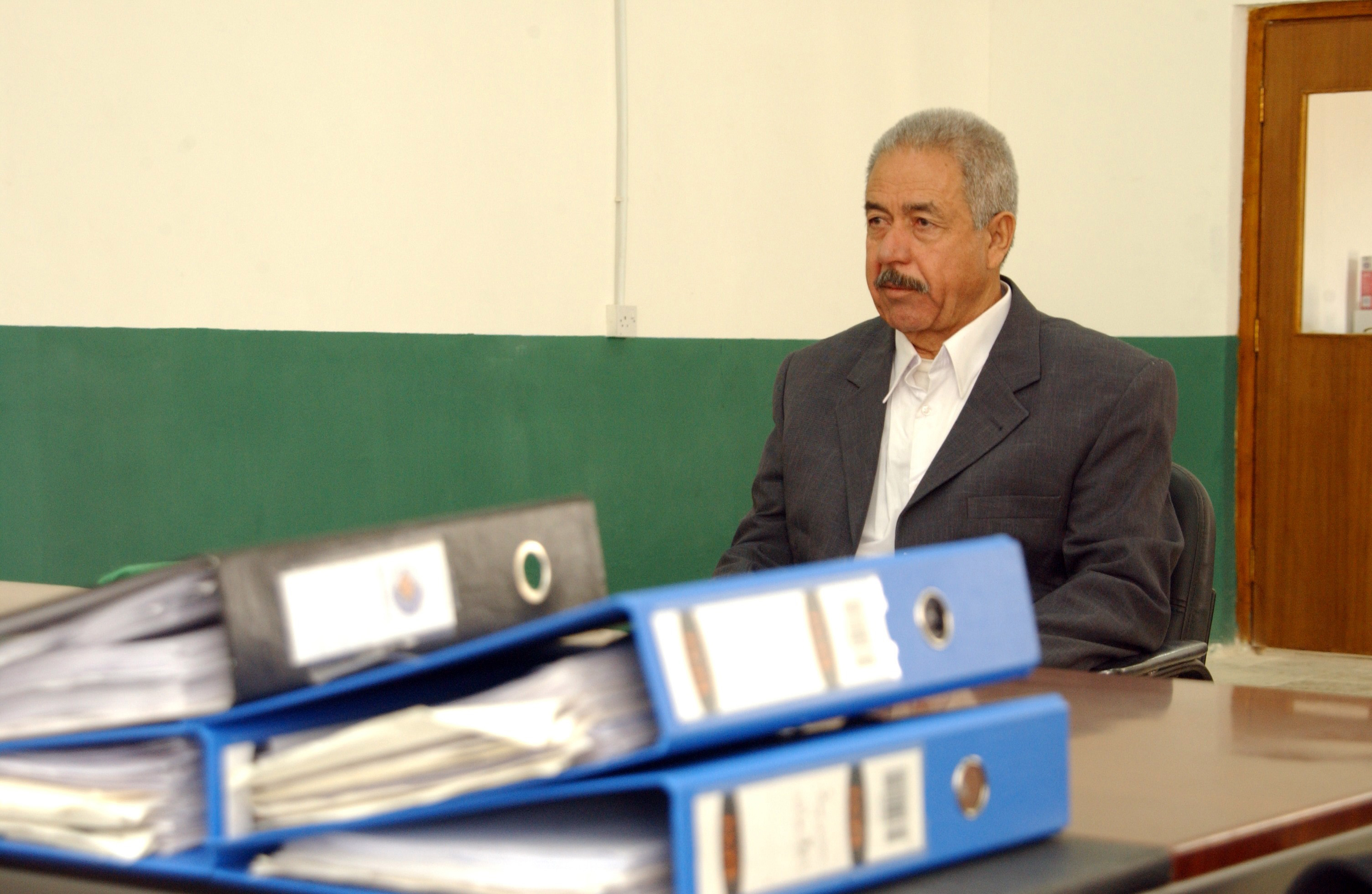
علي حسن المجيد "علي الكيماوي" خلال جلسة تحقيق عام 2004.

لم توجه المحكمة العراقية الخاصة اتهامات لصدام حسين بارتكاب جرائم ضد الإنسانية بناء على أحداث حلبجة. ومع ذلك كان لدى الادعاء العراقي 500 دليل موثق عن الجرائم التي ارتكبت خلال حكم صدام حسين وحكم عليه بالإعدام بناءً على قضية واحدة فقط وهي مذبحة الدجيل عام 1982. من بين العديد من الوثائق التي تم الكشف عنها أثناء محاكمة صدام حسين، كانت إحداها مذكرة عام 1987 صادرة من المخابرات العسكرية العراقية تطلب الإذن من مكتب الرئيس لاستخدام غاز الخردل وغازات الأعصاب السارين والتابون ضد الأكراد. وجاء في وثيقة ثانية ردا على ذلك أن صدام أمر المخابرات العسكرية بدراسة إمكانية توجيه «ضربة مفاجئة» باستخدام هذه الأسلحة ضد القوات الإيرانية والكردية. وأكدت مذكرة داخلية كتبتها المخابرات العسكرية أنها حصلت على موافقة مكتب الرئيس على توجيه ضربة باستخدام «ذخيرة خاصة» وأكدت أنه لن يتم شن أي إضراب دون إبلاغ الرئيس أولاً. وقال صدام نفسه للمحكمة: «فيما يتعلق بإيران إذا ادعى أي مسؤول عسكري أو مدني أن صدام أعطى أوامر باستخدام ذخيرة تقليدية أو خاصة والتي كما قيل أنها كيميائية، فسوف أتحمل المسؤولية بشرف، لكنني سأناقش أي عمل ارتكبت بحق شعبنا وأي مواطن عراقي سواء أكان عربياً أم كردياً. ولا أقبل أي إهانة لمبادئي أو لي شخصياً»
لم يكن لدى الناجين الأكراد أدنى شك في أن صدام حسين كان مسؤولاً بشكل شخصي عن هذا الهجوم، وشعروا بخيبة أمل لأنه لم يُحاكم إلا على جرائم القتل في الدجيل. إعدم صدام حسين شنقا في 30 ديسمبر 2006.
حكمت محكمة عراقية على ابن عم صدام علي حسن المجيد (الذي قاد القوات العراقية في شمال العراق خلال تلك الفترة واشتهر بلقب علي الكيماوي) بالإعدام شنقاً في يناير 2010، بعد إدانته بتدبير الهجوم. حُكم على علي المجيد بالإعدام للمرة الأولى في عام 2007 لدوره في حملة عسكرية عام 1988 ضد الأكراد العرقيين التي يطلق عليها اسم الأنفال، وفي عام 2008 حُكم عليه أيضًا مرتين بالإعدام بسبب جرائمه ضد الشيعة العراقيين لا سيما لدوره في سحق انتفاضات عام 1991 في جنوب العراق وتورطه في عمليات القتل عام 1999 في حي مدينة الصدر ببغداد (التي كانت تسمى آنذاك مدينة صدام). لم يعرب علي المجيد عن ندمه في محاكماته قائلا إن أفعاله كانت تصب في مصلحة الأمن العراقي، وأعدم شنقًا في 25 يناير 2010. من بين العديد من الوثائق الحكومية العراقية الأخرى التي تم الاستيلاء عليها والتي تثبت مسؤولية العراق عن الهجوم هو تسجيل صوتي ينسب لعلي المجيد يقول فيه عن الأكراد: سأقتلهم جميعًا بالأسلحة الكيماوية. من الذي سيعترض؟ المجتمع الدولي؟ اللعنة على المجتمع الدولي ومن يستمع إليه.

### مزاعم التورط الإيراني

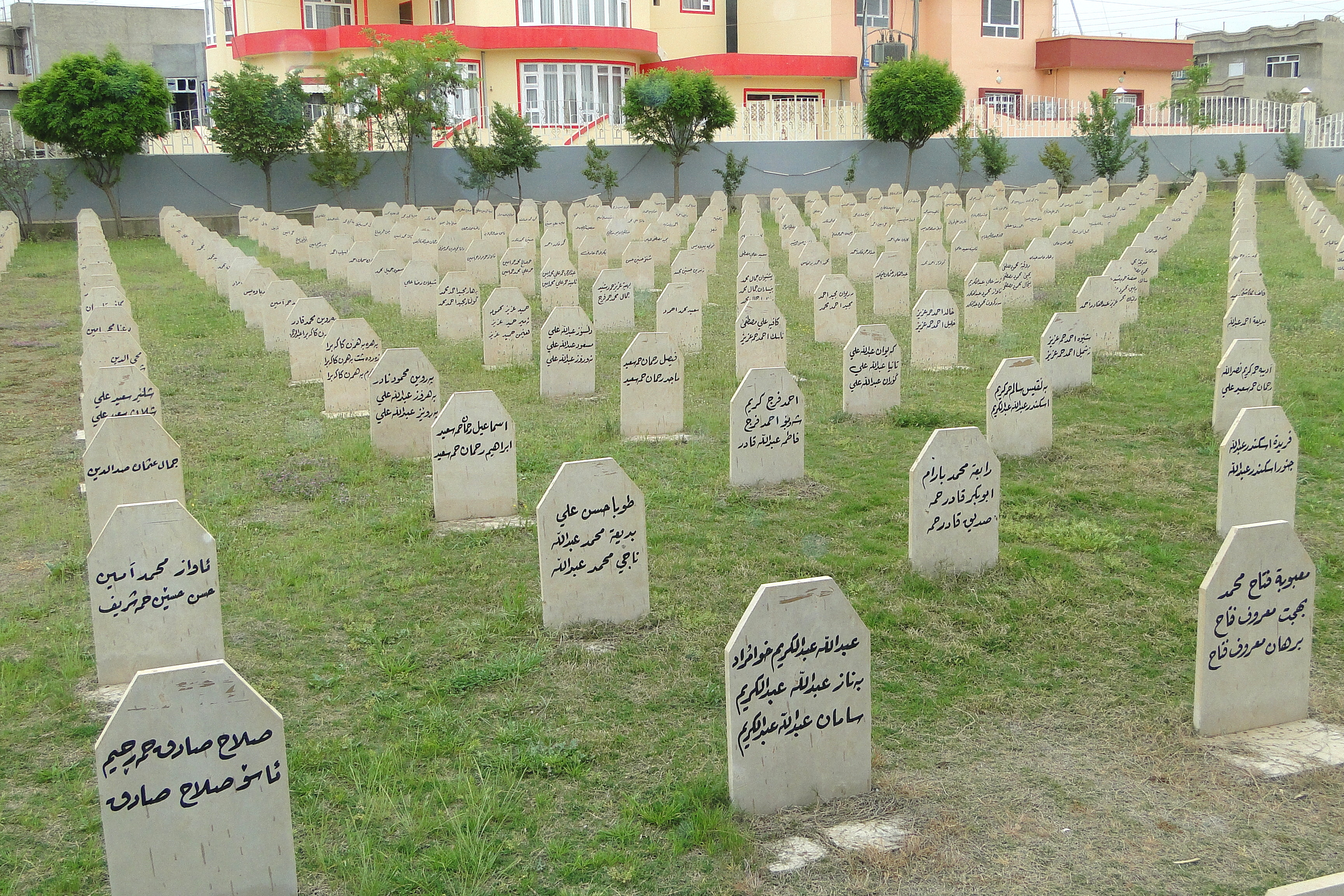
مقبرة تضم رفات الضحايا من أهالي حلبجة نتيجة الهجوم الكيميائي في عام 1988